# Blinky (esport)
Pour les articles homonymes, voir Blinky.
Mathieu Huet, connu sous le pseudonyme de Blinky, est un joueur français de GeoGuessr né en 1999.
En 2022, il s'illustre en remportant la première GeoGuessr Team World Cup.
Il est finaliste en 2023 de la Coupe du monde GeoGuessr, qu'il remporte en 2024.

## Style de jeu
La spécialité de Blinky sont les parties en mode « moving » - où les joueurs peuvent déplacer la caméra de Street View - où il est parfois considéré comme invincible par ses pairs.

## Palmarès
- Coupe du monde GeoGuessr
  - 2023 : 2e
  - 2024 : 1er
- Coupe de France GeoGuessr
  - 2025 : 1er
- EMEA Majors
  - 2025 : 2e[4]

- 2022 : GeoGuessr Team World Cup 2022 : 1er (avec l'équipe Speed Plonkers)